# 말토어
말토어(Malto, माल्टो) 또는 파하리야어(Paharia, पहाड़िया)는 인도 동부의 말토인들이 사용하는 드라비다어족의 언어이다. 북부 드라비다어군에 속한다.
2001년 인구조사에서 224,926명의 말토어 화자가 집계되었는데, 이 중 83,050명이 "파하리야어"를 쓰는 것으로 분류되었고 나머지 141,876명은 다양한 모어(방언)을 사용하였다.
크게 2가지의 방언이 있는데 하나는 쿠마르바그 파하리야(Kumarbhag Paharia, कुमारभाग पहाड़िया), 하나는 사우리야 파하리야(Sauria Paharia, सौरिया पहाड़िया)로, 종종 별개의 언어로도 간주된다. 전자는 인도 자르칸드주, 서벵골주, 그리고 오디샤주의 작은 지역에서 쓰이고, 후자는 서벵골주, 자르칸드주, 비하르주에서 쓰인다.
말 파하리야어(Mal Paharia)라는 같은 지역의 인도아리아어는 파하리야어를 기층 언어로 가지고 있는 것으로 추정된다.